# Grumman S-2 Tracker
Grumman S-2 Tracker (původně S2F) byl americký palubní protiponorkový letoun, vyvinutý pro službu z letadlových lodí US Navy. Na rozdíl od svého předchůdce, typu Grumman AF Guardian, jenž operoval v párech v nichž vždy jeden letoun nesl radar a druhý zbraně, byl jediný S-2 schopen svůj cíl vyhledat i zničit.

## Vývoj

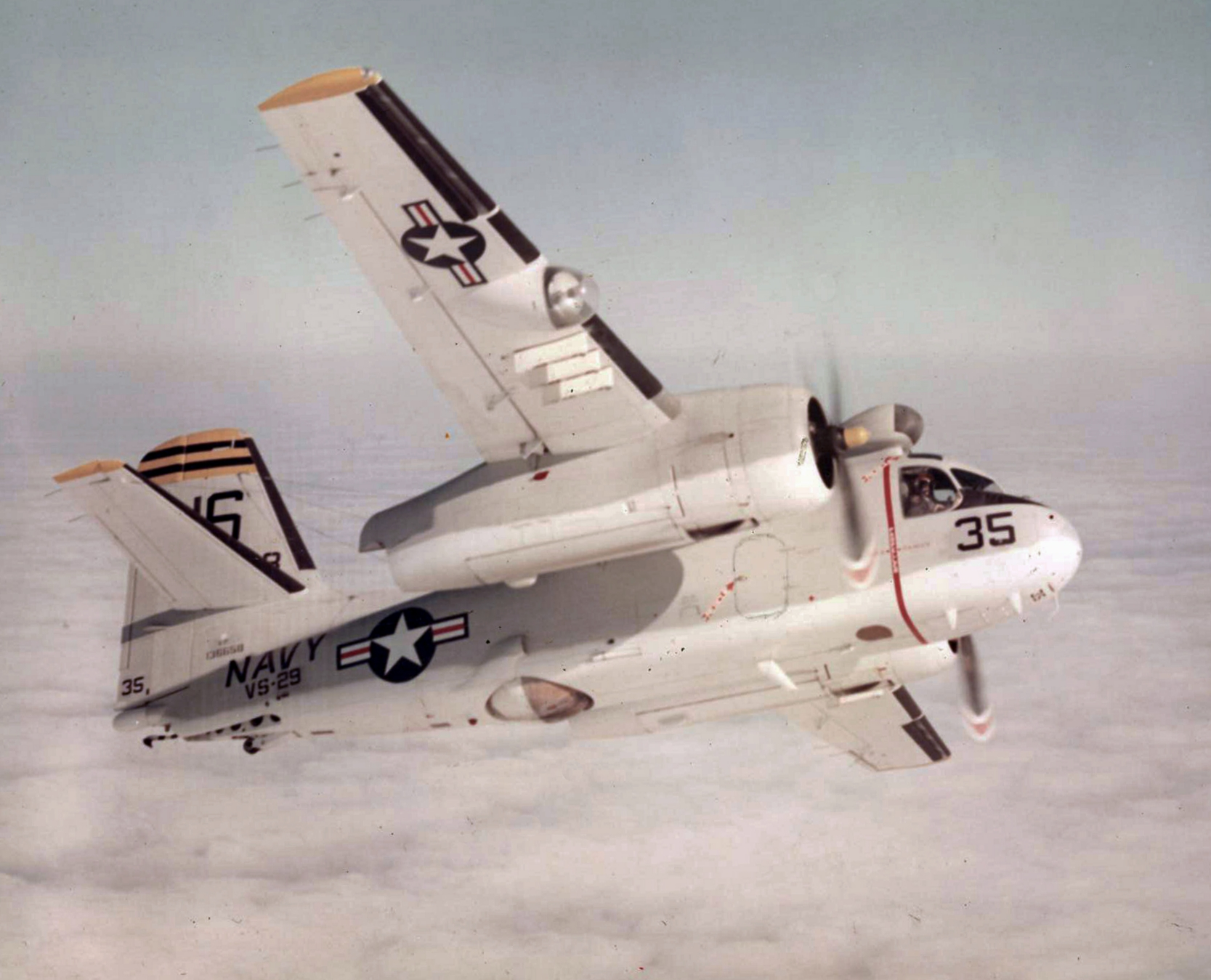
S-2A Tracker jednotky VS-29

Prototyp letounu, továrně označeného Model G-89, měl podobu dvoumotorového hornoplošníku s dvojicí hvězdicových motorů Wright Cyclone. První dva prototypy XS2F-1 i prvních 15 sériových kusů S2F-1 bylo objednáno 30. června 1950. První let prototypu proběhl 4. prosince 1952, první sériový stroj byl zalétán 7. června 1953 a do služby stroj vstoupil v únoru 1954 u jednotky VS-26.
Konstrukce S-2 se stala základem pro dvě další varianty letounu. První byl palubní letoun včasné výstrahy WF Tracer s velkým radarem na hřbetě trupu, přeznačený roku 1962 na Grumman E-1B Tracer a druhým palubní transportní letoun TF Trader, přeznačený později na Grumman C-1A Trader. Cvičné stroje nesly označení TS-2A. Letoun S-2 měl přezdívku "Stoof" (S-two-F).
Celkem bylo vyrobeno 1 185 letounů S-2. Používala je řada zahraničních uživatelů. Například Argentina, Austrálie, Japonsko, nebo Čínská republika. Kanadská firma de Havilland Aircraft of Canada zahájila výrobu 99 kusů licenčních S-2 pro Royal Canadian Navy v roce 1956, které byly označeny CS2F.

## Operační služba

### Spojené státy americké

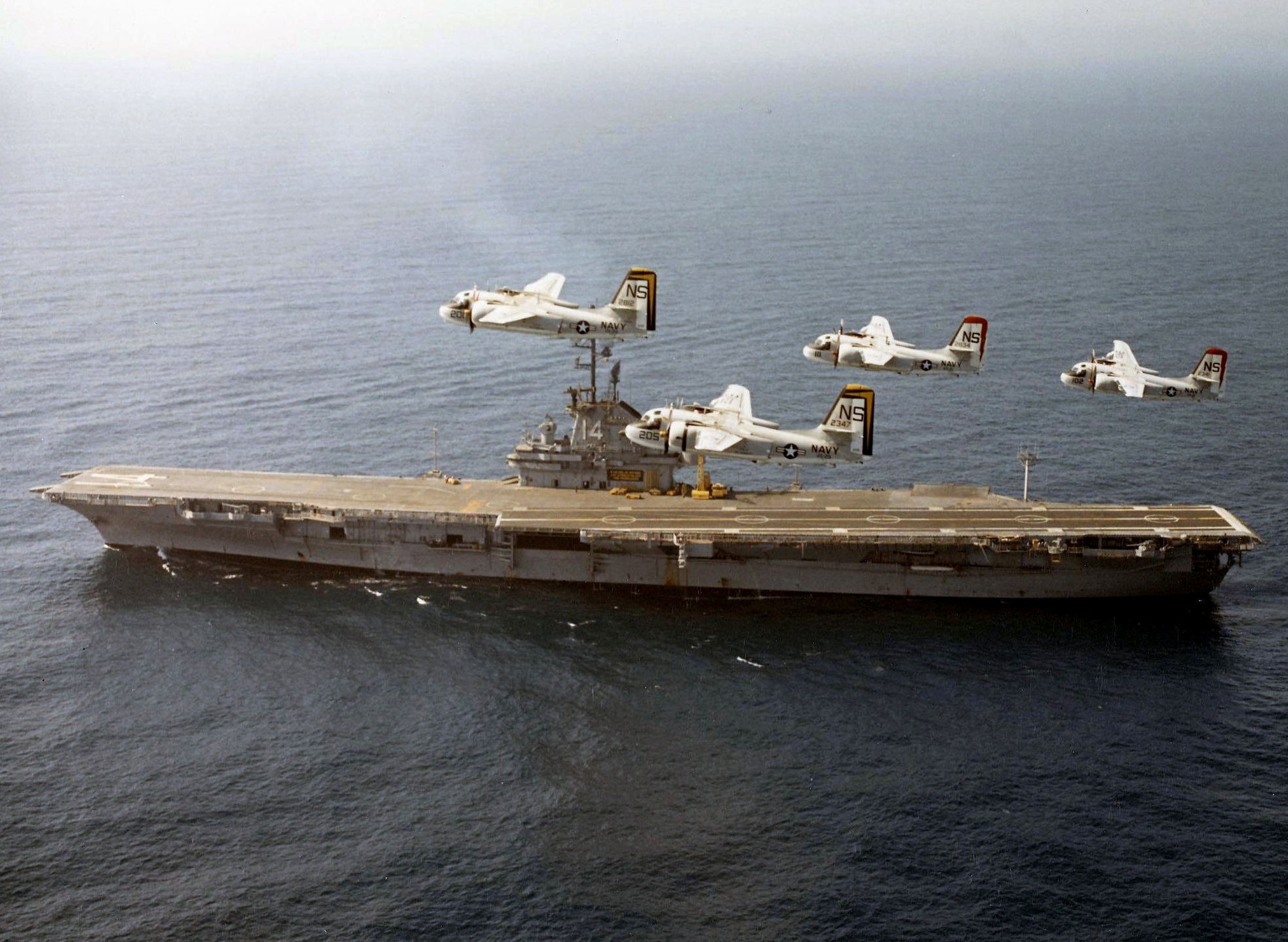
Čtveřice S-2E s americkou letadlovou lodí USS Ticonderoga (CV-14)

Trackery byly hlavními letouny amerického námořnictva pro protiponorkový boj od počátku své operační služby až do poloviny 70. let. Poslední jednotkou, která je v roce 1976 vyřadila byla squadrona VS-37, u které je jako u ostatních squadron nahradily nové stroje Lockheed S-3 Viking. Mnoho strojů bylo v USA nadále používáno při hašení lesních požárů. Jiné země však typ úspěšně používaly ještě dlouhá léta, například Australské královské námořnictvo je vyřadilo v polovině 80. let.

### Argentina

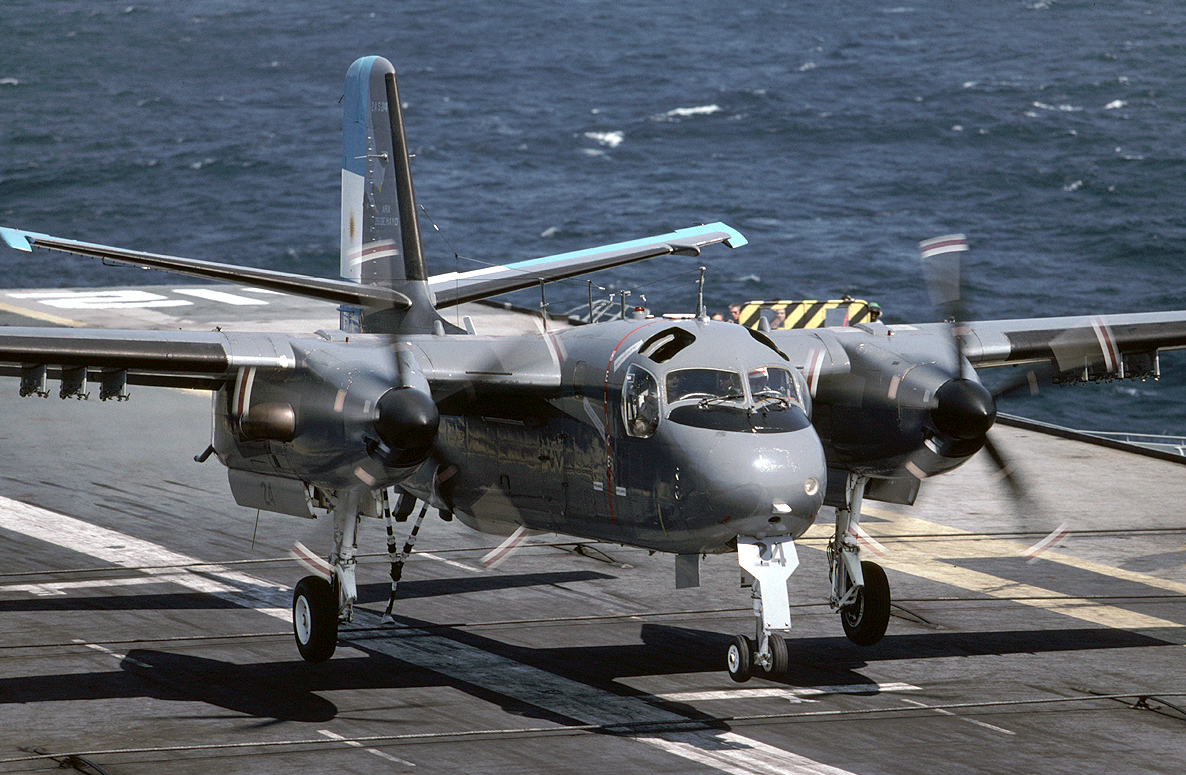
Argentinský S-2T na palubě letadlové lodi

Argentinské námořnictvo roku 1962 zakoupilo šest letounů S-2A, které nejprve operovaly z první argentinské letadlové lodě ARA Independencia (V-1). Po jejím vyřazení roku 1970 létaly z druhé argentinské letadlové lodě Veinticinco de Mayo (V-2). V sedmdesátých letech původní S-2A nahradil podobný počet letounů modernější verze S-2E. Tyto letouny byly ve službě v době Falklandské války a zůstaly v provozu i po vyřazení letadlové lodě Veinticinco de Mayo. Alespoň v rámci mezinárodních cvičení se i poté dostávaly na americké letadlové lodě, nebo na brazilskou letadlovou loď Minas Gerais (A11).
V roce 1990 jeden S-2E havaroval kvůli selhání motoru. Proto bylo rozhodnuto letouny modernizovat na turbovrtulovou verzi S-2T Turbo Tracker. Modernizaci provedla izraelská společnost Israel Aircraft Industries (IAI) ve spolupráci s americkou Marsh Aviation. Instalovány byly nové Turbovrtulový motor AlliedSignal TPE-331-15 o výkonu 1645 hp, roztáčející pětilisté vrtule. První modernizovaný letoun S-2T byl dodán roku 1993. Další modernizaci letounů dlouhodobě komplikoval nedostatek financí. Například původní radar AN/APS-88A nahradil typ Bendix RDR-1500. Rovněž roku 2006 nabídnuté modernější protiponorkové letouny Lockheed S-3 Viking Argentina odmítla kvůli nedostatku financí.
Roku 2017 se letouny S-2T zapojily do hledání ztracené ponorky ARA San Juan (S-42).
Poslední provozuschopný argentinský letoun S-2T (2-AS-23) byl od srpna 2023 uzemněn kvůli nedostatku náhradních dílů. Do provozu se vrátil 11. července 2025. Argentina v té době byla posledním uživatelem letounu. Zároveň v září 2024 Argentina převzala první původně norský námořní hlídkový letoun P-3 Orion.

### Kanada
Kanadské stroje, označené původně CS2F a po unifikaci kanadských ozbrojených sil v roce 1968 CP-121, sloužily zprvu na palubě letadlové lodi
HMCS Bonaventure a po jejím vyřazení v roce 1970 operovaly z pozemních základen.

### Itálie
Italské vojenské letectvo zakoupilo od roku 1958 39 strojů S-2A, které byly zařazovány k jednotkám 41. stormo a 86. gruppo na základně V Catanii-Sigonella na Sicílii.

### Nizozemsko
Nizozemské královské námořnictvo obdrželo v letech 1959-62 28 letounů Tracker a v roce 1961 navíc 17 kanadských CS-2A. Nahradily letouny Avenger a Firefly u 2. a 4. letky na letadlové lodi Hr. Ms. Karel Doorman (R81). Zbývající kusy obdržela cvičná 5. letka ve Valkenburgu, kanadské obměny CS-2A 1. letka v Hato na Curaçau. Poslední letoun byl z nizozemského námořnictva vyřazen v říjnu 1975. Venezuela zařadila Trackery do své výzbroje v roce 1974, Peru v letech 1975-76.

## Požární letouny

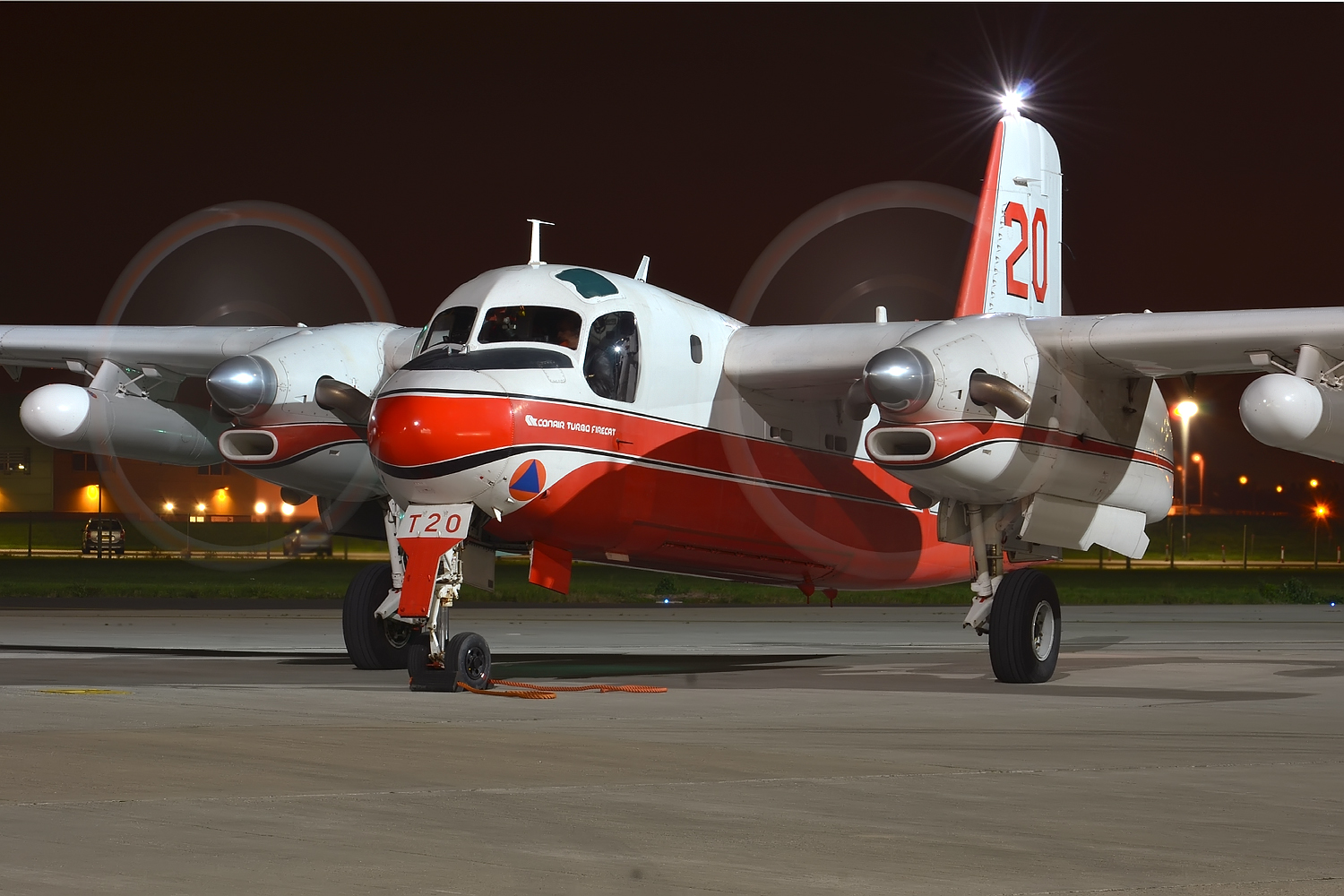
Hasičský speciál Conair Turbo Firecat

V 80. a 90. letech přestavoval kanadský letecký výrobce Conair Aviation vyřazené Trackery na požární letouny Conair Firecat, u kterých byla pumovnice nahrazena nádrží na vodu. Letouny byly vyráběny ve verzi Firecat s původními pístovými a Turbo Firecat s turbovrtulovými motory Pratt & Whitney Canada PT6. Americká firma Marsh Aviation prováděla podobnou konverzi na vlastní typ Marsh Turbo Tracker s použitím turbovrtulových motorů Garrett AiResearch TPE331.

## Uživatelé
- Argentina

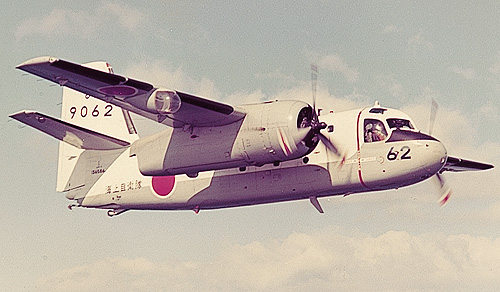
Japonský S-2F Tracker

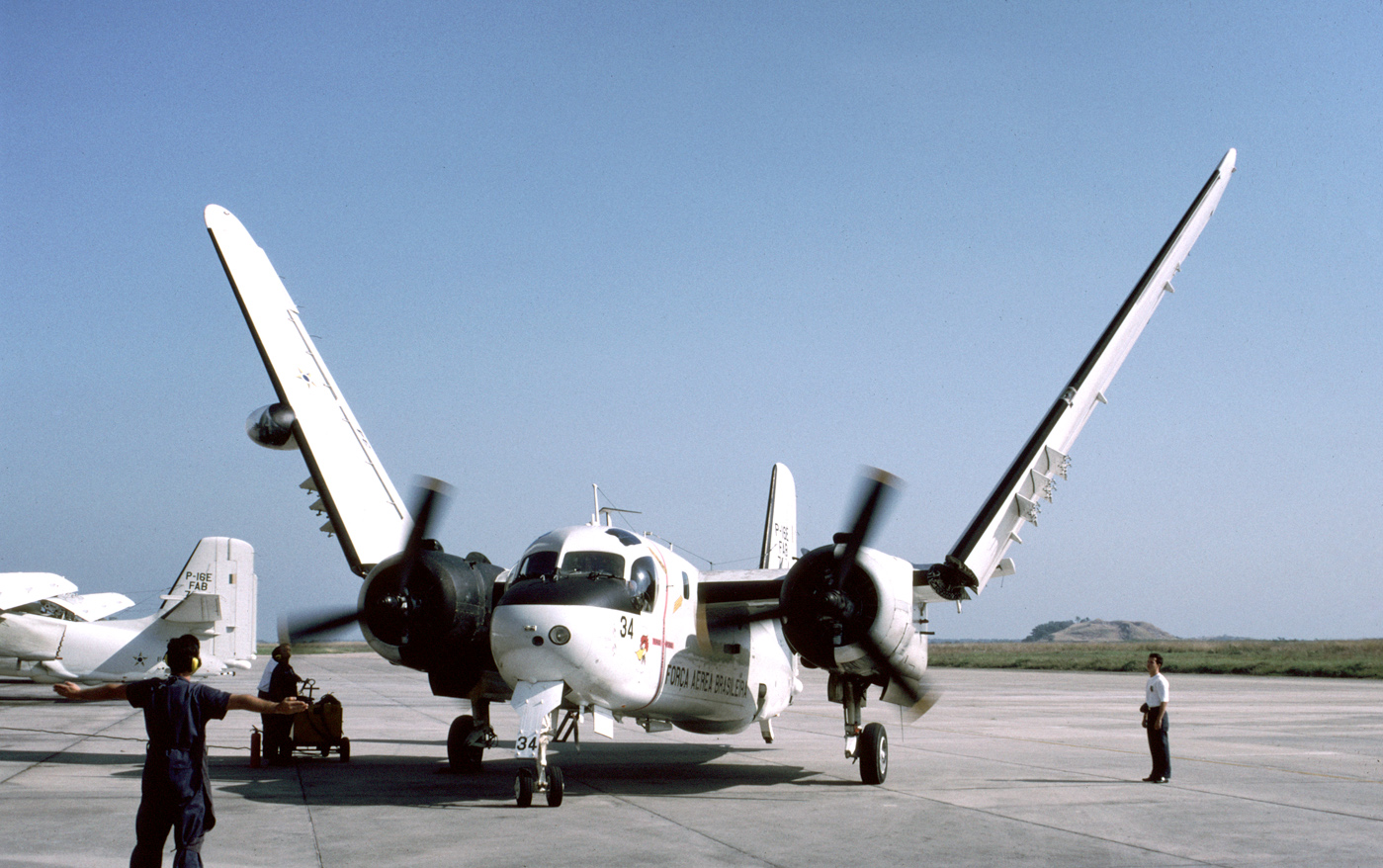
Brazilský S-2E Tracker

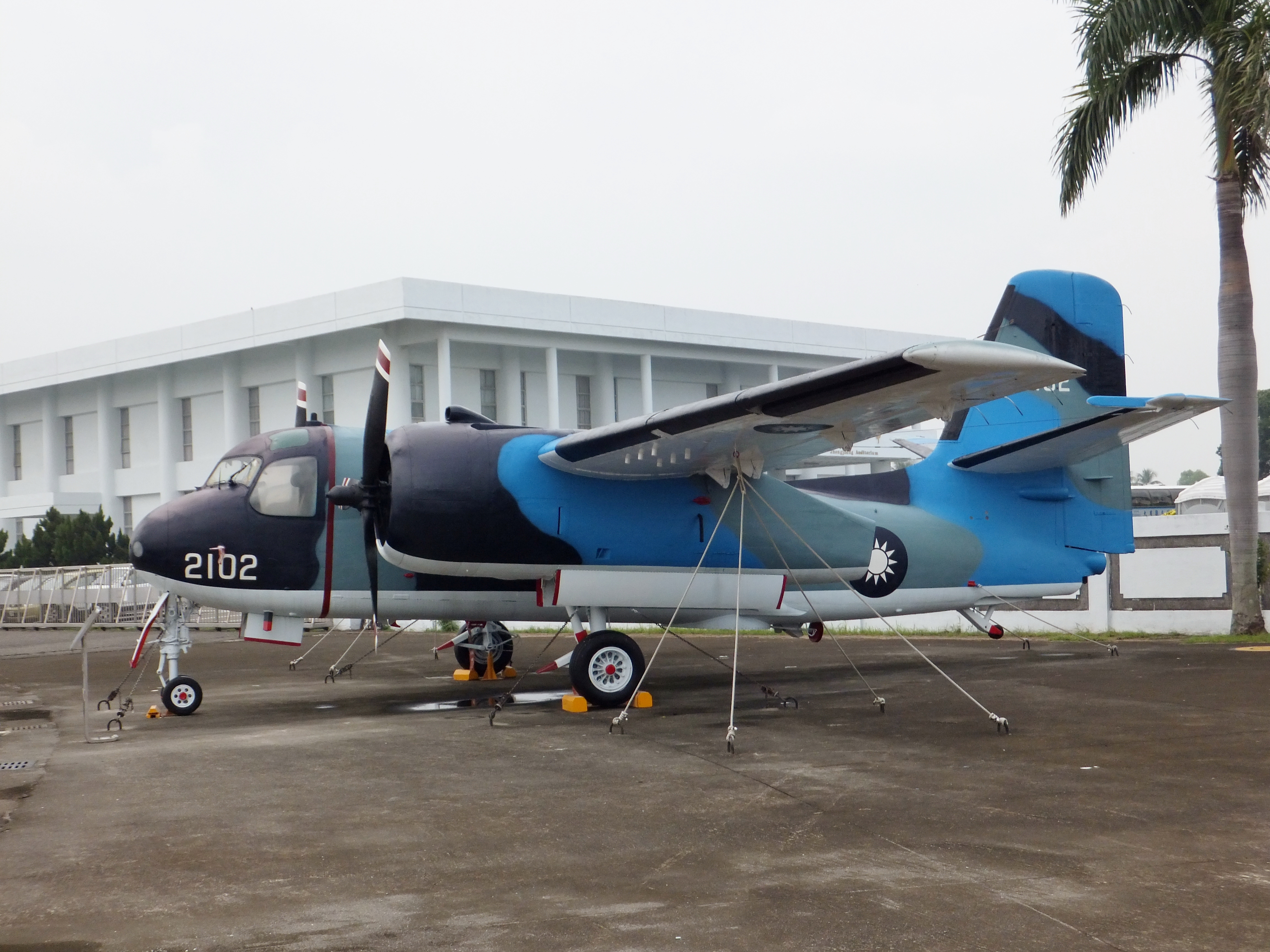
S-2A Tracker letectva Čínské republiky

  - Argentinské námořní letectvo – poslední vojenský aktivní uživatel
- Austrálie
  - Fleet Air Arm (vyřazeny)
- Brazílie
  - Brazilské letectvo (vyřazeny)
  - Brazilské námořní letectvo
- Čínská republika
  - Letectvo Čínské republiky
  - Námořní letectvo Čínské republiky (vyřazeny)
- Itálie
  - Aeronautica Militare (vyřazeny)
- Japonsko
  - Japonské námořní síly sebeobrany (vyřazeny)
- Jižní Korea
  - Námořnictvo Korejské republiky (vyřazeny)
- Kanada
  - Royal Canadian Navy (vyřazeny)
  - Canadian Forces Air Command[4] (dříve)
- Nizozemsko
  - Nizozemské námořní letectvo (vyřazeny)
- Peru
  - Peruánské námořnictvo (vyřazeny)
- Spojené státy americké
  - Námořnictvo Spojených států amerických (vyřazeny)
  - Námořní pěchota Spojených států amerických (vyřazeny)
- Turecko
  - Turecké námořnictvo (vyřazeny)
- Uruguay
  - Uruguayské námořnictvo (vyřazeny)
- Venezuela
  - Venezuelské námořnictvo (vyřazeny)

## Specifikace (S-2E)

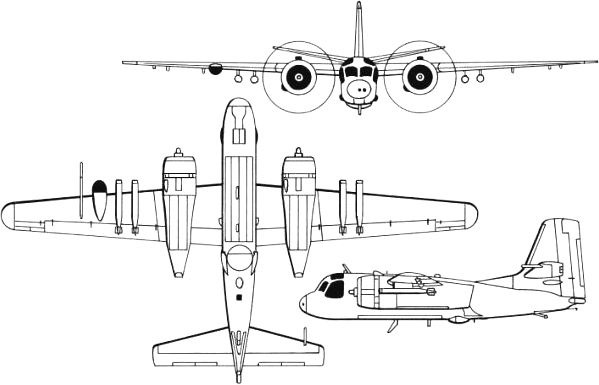
Třípohledový nákres

Údaje dle 

### Technické údaje
- Osádka: 4 (2× pilot, 2× operátor)
- Rozpětí: 22,121 m
- Rozpětí se složeným křídlem: 8,330 m
- Délka: 13,257 m
- Výška: 5,333 m
- Nosná plocha: 46,358 m²
- Hmotnost prázdného letounu: 8627 kg
- Max. vzletová hmotnost: 12 178 kg
- Pohonná jednotka:2 × hvězdicový vzduchem chlazený devítiválec Wright R-1820-82WA Cyclone
- Výkon motoru: 1525 hp (1121,63 kW)

### Výkony
- Max. rychlost u hladiny moře: 426 km/h
- Max. rychlost ve výšce 1523 m : 407 km/h
- Přeletová rychlost při hlídkování s vysunutým MAD ve výšce 457 m: 240 km/h
- Počáteční stoupavost: 5,48 m/s
- Praktický dostup: 6705 m
- Max. dolet ve výšce 3047 m s 10 % rezervou paliva: 2175 km
- Max. vytrvalost ve vzduchu: 9 h

### Výzbroj
- 2 × protiponorkové torpédo (Mk. 41, Mk. 43 či Mk. 34), hlubinná puma (Mk. 54, Mk. 101) či miny Mk.101 v pumovnici
- 6 × podvěsů pod křídlem pro torpéda, hlubinné pumy či rakety HVAR ráže 127 mm, raketnice LAU32A/A, protilodní rakety Zuni